# Scareglia

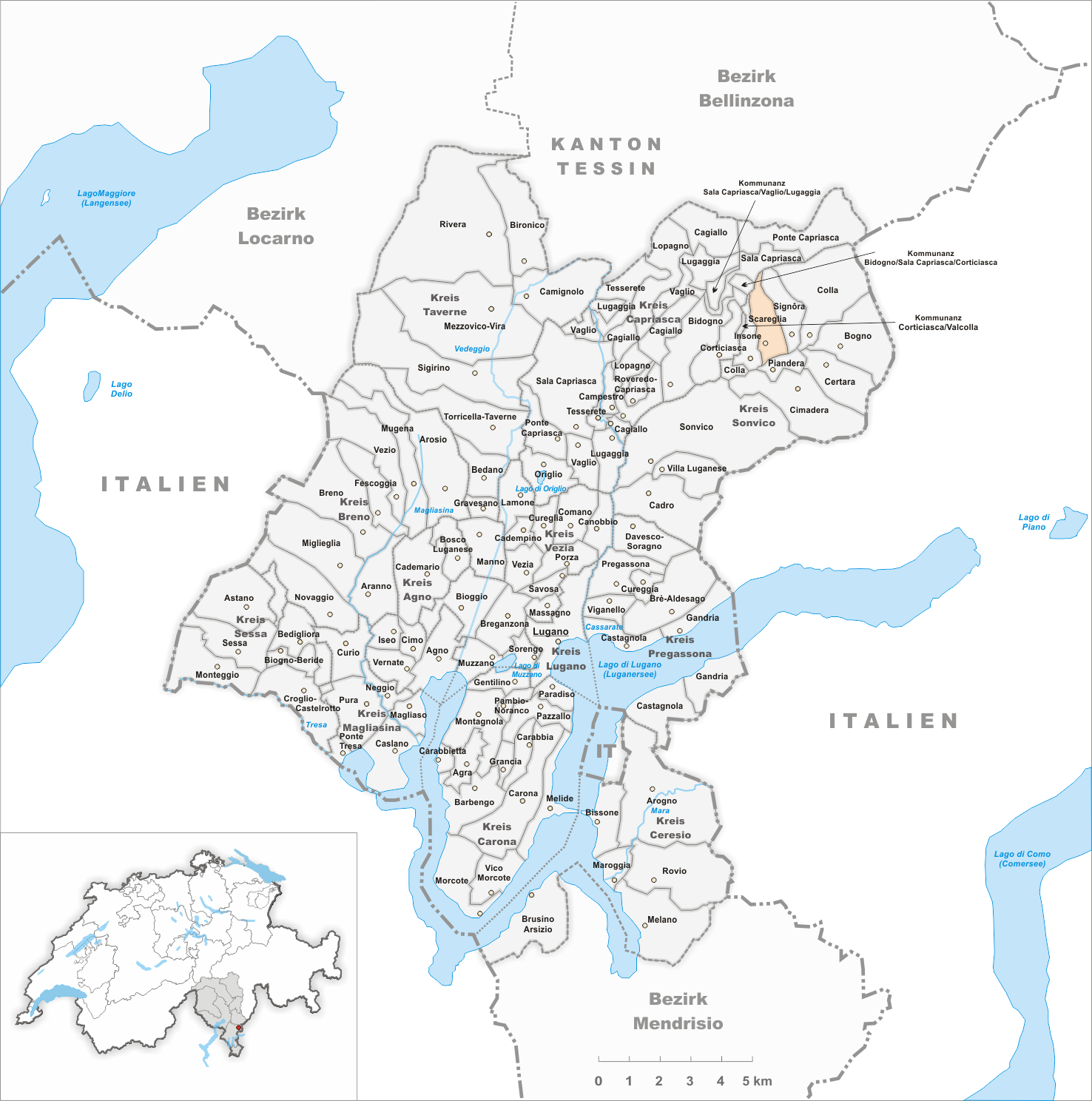
Gemeindestand vor der Fusion von 1956

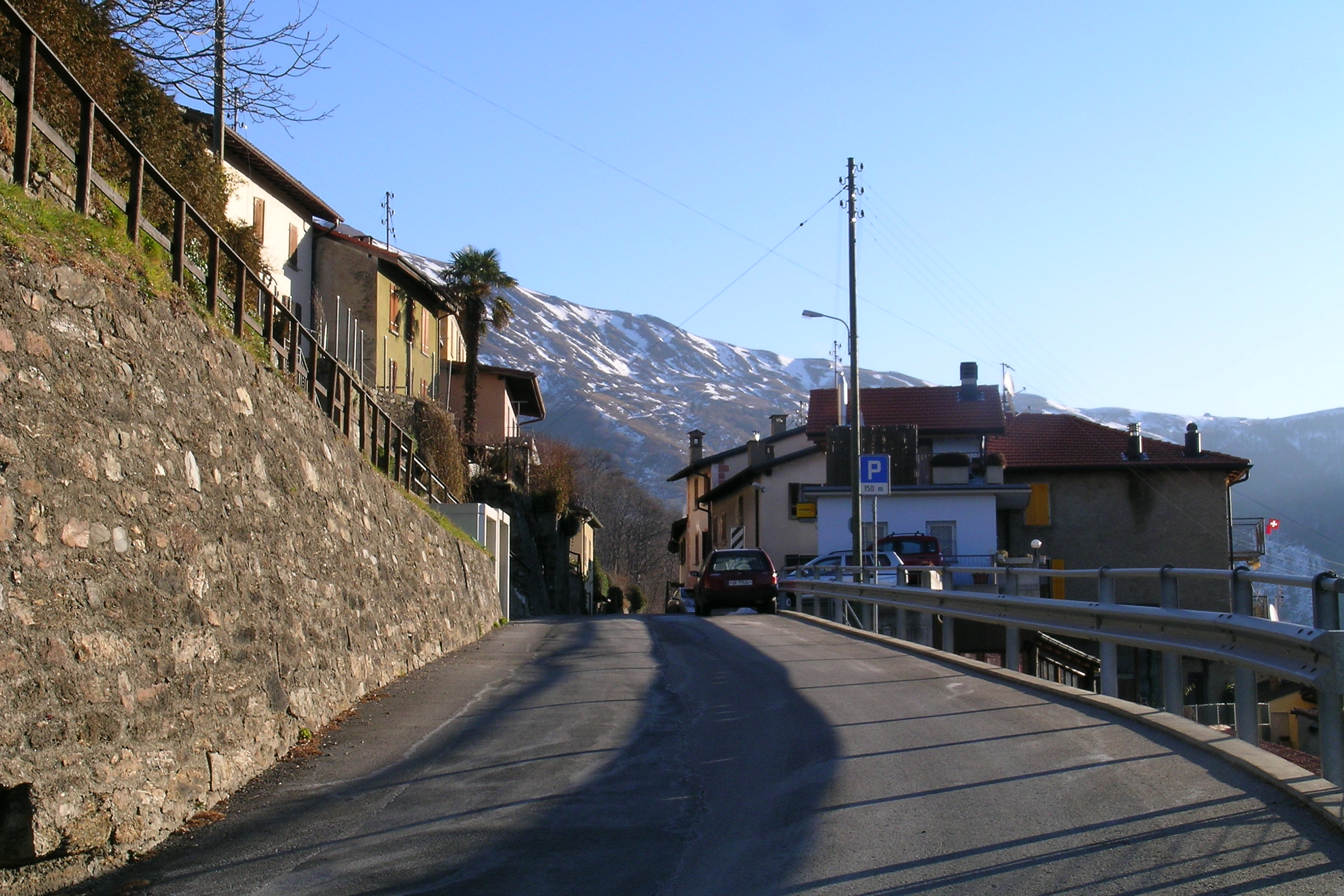
Dorf Scareglia

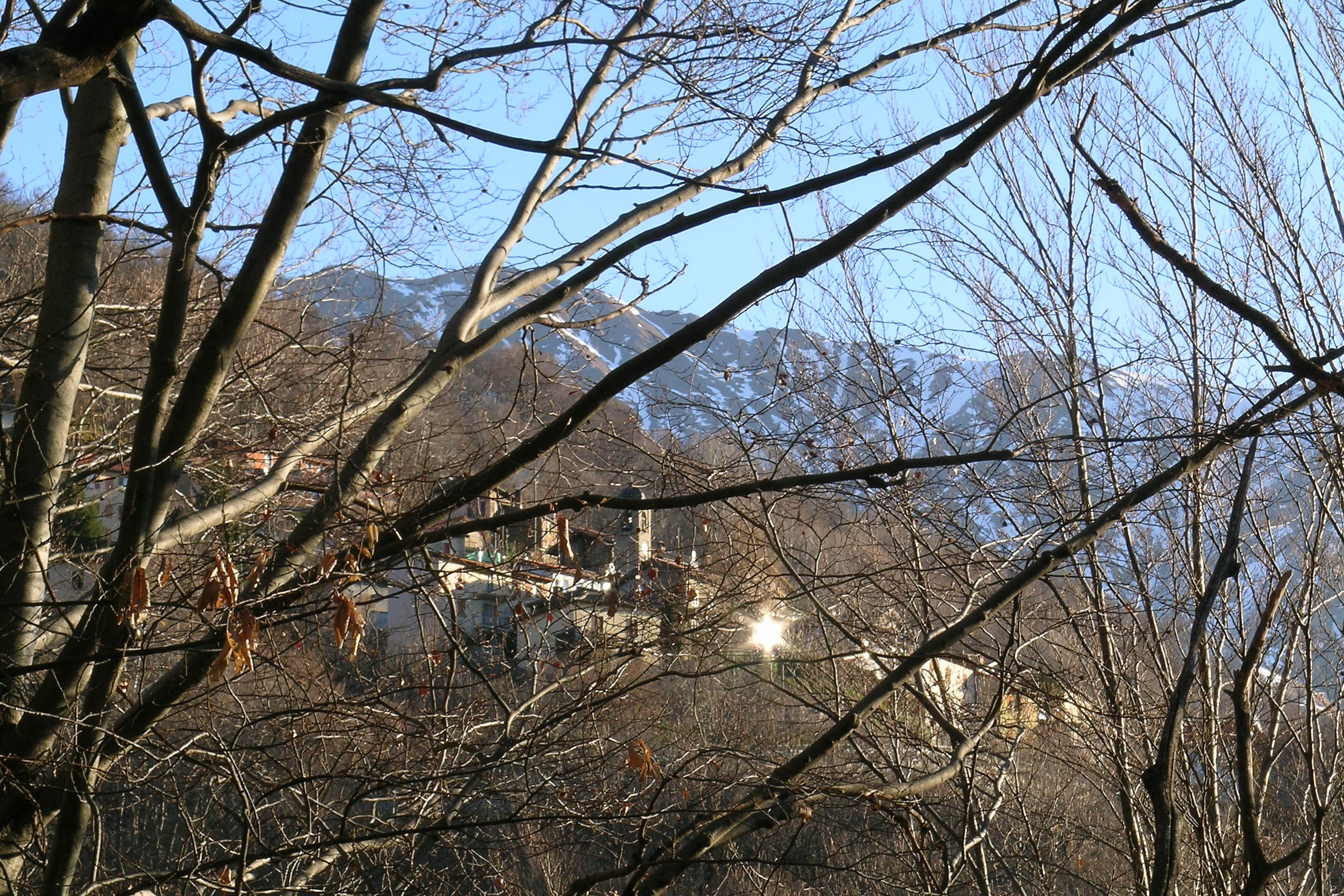
Scareglia mit Berg Gazzirola im Hintergrund

Scareglia war bis zum Jahre 1955 eine politische Gemeinde im Bezirk Lugano, im Schweizer Kanton Tessin.

## Geographie
Scareglia liegt auf 1002 m ü. M. im oberen Val Colla, am Südfusse des 2116 m hohen Gazzirola. Der Passo di San Lucio (1541 m ü. M.) führt von hier in die italienische Gemeinde Cavargna.

## Geschichte
Das Dorf wurde erstmals 1335 als Scarellia erwähnt. Es muss mit einer gewissen Autonomie zur grossen vicinìa von Colla TI gehört haben, jedenfalls in der 1. Hälfte des 15. Jahrhunderts. Die vicinìa Scareglia wird 1686 erwähnt.
1956 fusionierte Scareglia mit den Gemeinden Colla, Insone, Piandera und Signôra zur neuen Gemeinde Valcolla.
Heute ist es ein Ortsteil der Stadt Lugano. Er besteht aus den am 13. April 2013 nach Lugano eingemeindeten, vormals selbständigen Gemeinden Bogno, Certara, Cimadera und Valcolla, die alle im Tal namens Val Colla liegen.
Scareglia bildet aber nach wie vor eine eigenständige Bürgergemeinde.

## Sehenswürdigkeiten
- Oratorium Santa Maria della Neve (17. Jahrhundert)[2]

## Persönlichkeiten
- Francesco Frapolli (* um 1770 in Scareglia; † 1819 ebenda), Architekt in Russland[3]
- Giovanni Frapolli (* um 1775 in Scareglia; † 1826 in Odessa), Bruder des Francesco, Architekt. Er arbeitete zusammen mit seinem älteren Bruder als Stadtarchitekt von Odessa. Zuerst widmeten sich Franz und Ilja, wie sie dort genannt wurden, dem Ausbau des Hafens mit Schiffswerften und Lagerhäusern (1810–1816) unter der Leitung des holländischen Festungsingenieurs Franz de Volant. Danach entwarfen sie die Stadtviertel Neuer Markt und Griechischer Markt; ferner die Kathedrale, das Theater, das 1872 nach einem Brand neu gebaut wurde, und das Stadtspital. Der Bauboom ab 1820 bescherte viele Aufträge für Verwaltungs- und Wohnhäuser, von denen nur wenige noch stehen, darunter das heutige Hotel Frapolli[4]. 1825 entwarf er den Glockenturm der Kathedrale, der von den Brüdern Torricelli vollendet und erst später mit der Kirche verbunden wurde.[5]
- Vittoria Frapolli Marini (* 1803 in Odessa; † 1876 in Freiburg im Üechtland ?), Tochter des Architekten Francesco Frapolli, Wohltäterin[6]
- Lodovico Frapolli (* 26. oder 23. März 1815 in Mailand; † 25. April 1878 in Turin), Geologe, Politiker, Abgeordneter zur italienischen Camera dei deputati, Gründer 1865 des Grande Oriente d’Italia
- Giuseppe Frapolli (* um 1820 in Scareglia; † nach 1866 in Málaga ?), ein Schweizer Bildhauer[7]
- Giovanni Frapolli (* 3. November 1955 in Bellinzona), (aus Scareglia), Ingenieur, Unternehmer, Helikopter-Pilot, Heli-TV Lodrino TI (Administrator), Centri Turistici Montani SA, Centro Turistico Grossalp SA Bosco/Gurin, Politiker (CVP), 2007–2010 Tessiner Grossrat[8]
- Elia Frapolli (* 1981), Neffe des Giovanni, Direktor des Ente Ticinese per il Turismo (ETT).[9]